# I viaggi di Gulliver
I viaggi di Gulliver, oppure Viaggi di Gulliver in vari paesi lontani del mondo (Travels into Several Remote Nations of the World, in Four Parts. By Lemuel Gulliver, First a Surgeon, and then a Captain of Several Ships, noto semplicemente come Gulliver's Travels, 1726, ed. riveduta nel 1735), è un romanzo che coniuga fantasia e satira in un'allegoria dell'animo umano dell'Inghilterra e della Francia settecentesca, scritto sotto pseudonimo da Jonathan Swift.
Sotto il nome di Lemuel Gulliver, Swift fa il resoconto dei suoi viaggi presso particolari popoli, parodiando lo stile del resoconto di viaggi avventurosi che era comune in quel periodo. Il libro fu pubblicato pochi anni dopo lo straordinario successo del Robinson Crusoe di Daniel Defoe e ottenne popolarità come opera destinata ai bambini. In realtà si tratta di una feroce critica alla società e al comportamento umano del tempo: ognuno dei viaggi diventa il pretesto per irridere il sistema giudiziario, i meccanismi del potere, la politica, la pretesa razionalità, i vizi e i comportamenti dei suoi contemporanei, l'assurdità delle convenzioni sociali, l'irrazionalità della guerra e gli svariati interessi e motivi che la causano (interessi economici, conflitti dinastici e religiosi, dispute politiche, interessi personali o di potere, ecc.). L'atteggiamento di Swift è di profondo pessimismo sulle possibilità dell'uomo di migliorare.
L'opera s'inserisce in chiave parodistica anche nel genere letterario utopistico, iniziato proprio in Inghilterra nel Rinascimento con Tommaso Moro che nel suo romanzo Utopia descriveva una società perfetta realizzata dagli uomini nell'immaginaria isola di Utopia.

## Storia editoriale

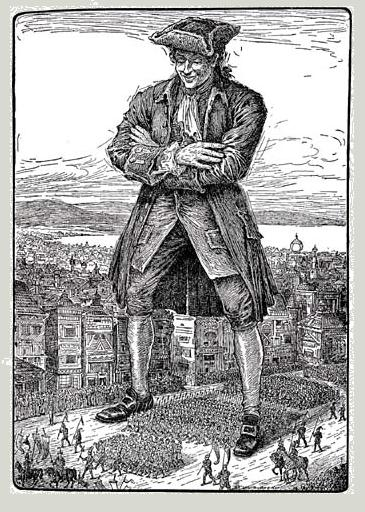
Una parata lillipuziana sfila tra le gambe di Gulliver. Illustrazione di Louise Rhead, 1913.

L'editore londinese Benjamin Motte ricevette la prima parte del manoscritto da un certo Richard Sympson nell'agosto del 1726. Motte ne pubblicò la prima edizione in 2 volumi il 28 ottobre dello stesso anno dopo aver sottoposto il testo a numerosi adattamenti e omissioni, nel timore che i lettori e le autorità inglesi potessero ritenerlo troppo audace. Fu per esempio aggiunto un elogio della regina Anna nel Capitolo VI della Parte IV, teso a bilanciare il feroce attacco al primo ministro nelle pagine precedenti.
Grazie a Charles Ford, amico di Swift, l'editore irlandese George Faulkner ottenne una copia dell'opera priva delle annotazioni e modifiche di Motte. La versione curata da Faulkner, più fedele alle intenzioni di Swift, venne pubblicata nella sua interezza solo nel novembre del 1734 (anche se il frontespizio porta la data del 1735) a Dublino, nel terzo volume delle Opere di Swift edite da Faulkner. Non è possibile confermare la notizia secondo cui Swift avrebbe rivisto e ritoccato personalmente il testo.
Negli anni successivi alla prima edizione del 1726 vennero pubblicate numerose parodie, seguiti e testi interpretativi dell'opera. Nessuna di queste opere è stata riconosciuta da Swift e vennero tutte ripudiate nell'edizione del 1735.

## Trama

### Parte I - Lilliput

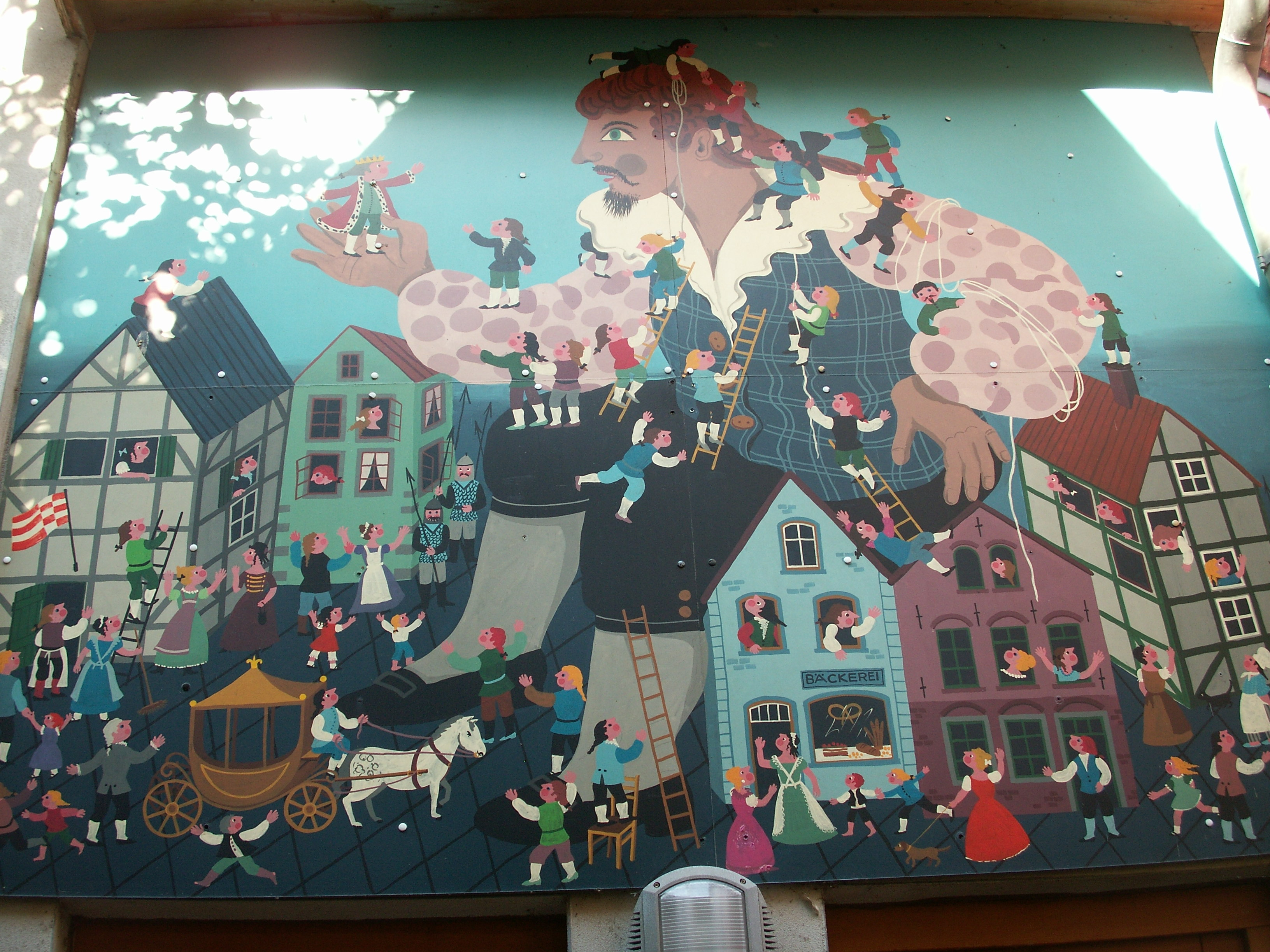
Un murale raffigurante Gulliver circondato dai cittadini di Lilliput.

Il romanzo si apre con un breve preambolo nel quale Lemuel Gulliver si presenta, come d'uso nei libri dell'epoca, e fornisce un breve sunto della sua vita e degli avvenimenti precedenti ai suoi viaggi. Sappiamo dunque che si tratta di una persona di mezza età, di classe borghese, alto 195 centimetri, versato nella medicina e nella conoscenza delle lingue, con una grande passione per i viaggi.
Il primo viaggio viene intrapreso dal protagonista per mancanza di denaro: Gulliver decide di imbarcarsi su una nave come chirurgo di bordo. Salpato dal porto di Bristol il 4 maggio 1699, dopo sette mesi di navigazione naufraga a causa di un terribile temporale sulle coste di una terra sconosciuta agli uomini. Al suo risveglio si trova legato da uomini alti circa 15 centimetri, abitanti delle isole vicine di Lilliput e Blefuscu (allegorie dell'Inghilterra e della Francia del tempo), divise fino al fratricidio da un'annosa e irresolubile controversia sul modo più corretto di rompere le uova, se dalla parte più grossa o da quella più piccola (allegoria delle dispute religiose tra cattolici e anglicani).
Dopo aver dimostrato di essere un uomo pacifico e dopo aver giurato fedeltà all'imperatore, Gulliver viene accolto nel grande palazzo e gli vengono offerti alloggio e cibo. Le sue osservazioni sulla corte di Lilliput, modellata su quella di Giorgio I, mettono in ridicolo le lotte tra le varie fazioni, rappresentate dalla rivalità tra "tacchi alti" e "tacchi bassi" (i partiti Whigs e Tories), gli intrighi di corte, i metodi con cui viene conquistato il potere e la fiducia del sovrano, insistendo sulla corruzione dei tempi presenti rispetto a un luminoso passato. I lillipuziani, inoltre, affermano di essere il popolo più potente e migliore del mondo, nonostante abbiano davanti un gigante come Gulliver.
Gulliver aiuta i lillipuziani a sconfiggere Blefuscu, ma si rifiuta di aiutarli di nuovo per rendere schiavo il popolo vicino. Dopo questo episodio i sovrani lo accusano di essere ingrato. Il rapporto con l'imperatrice deteriora rapidamente dopo che Gulliver salva il palazzo da un incendio con la propria urina. Lo scatenarsi di congiure di palazzo (nelle quali si continuano a ritrovare paralleli con la storia personale di Swift) fa sì che Gulliver venga dichiarato un traditore e condannato all'accecamento e a una lenta agonia per fame (la prima annunciata, mentre la seconda no).
Avvertito di ciò, Gulliver decide di fare una visita presso i sovrani di Blefuscu per sfuggire alla sentenza prima che venga annunciata. Gulliver trova una piccola barca e decide di raggiungere una nave di passaggio con la speranza di ritornare a casa.

### Parte II - Brobdingnag

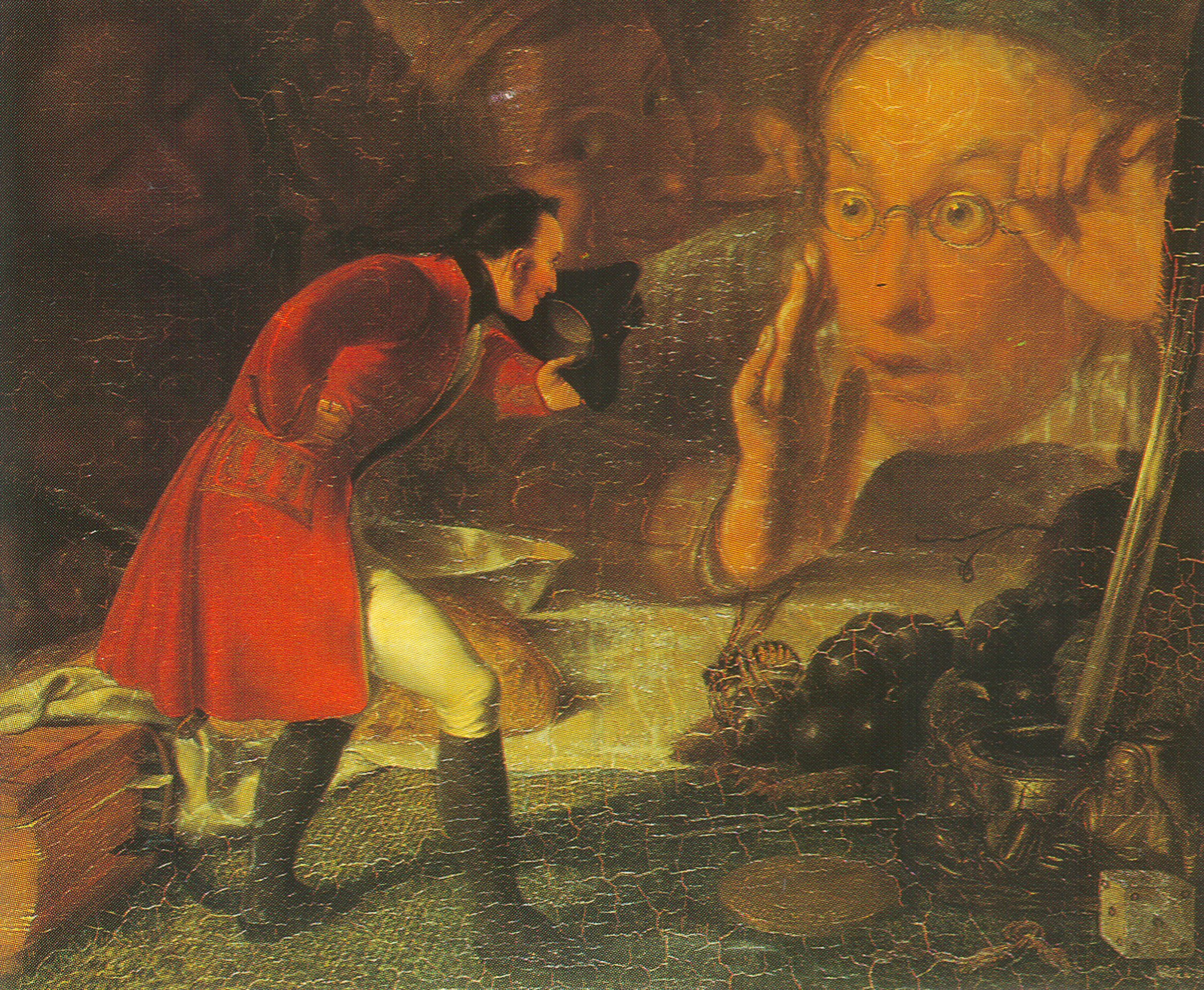
Gulliver a Brobdingnag in un dipinto di Richard Redgrave.

In seguito a una nuova tempesta Gulliver viene abbandonato dalla nave e viene ritrovato da un gigantesco contadino alto circa 22 m, abitante di Brobdingnag. Se la scala di Lilliput era 1:12, quella di Brobdingnag è l'opposto, 12:1. Gulliver viene affidato alle cure della figlia del contadino, mentre questi lo esibisce come fenomeno da circo in cambio di denaro. Gli spettacoli mettono a dura prova la salute di Gulliver, fino a quando la regina lo convoca al palazzo. Ella ordina la costruzione di una piccola casa per l'ospite, che viene definita "scatola da viaggio". Tra le avventure più note avvenute durante il soggiorno alla corte della regina vi è la lotta contro le vespe giganti. In seguito Gulliver visita il palazzo e conosce l'imperatore, con il quale parla di argomenti molto sofisticati.
Nelle conversazioni con l'imperatore Gulliver assume un atteggiamento simile a quello dei lillipuziani, affermando la superiorità della sua terra d'origine. Con atteggiamento patriottico, critica le leggi di Brobdingnag, l'ignoranza dell'imperatore in materia politica, il sapere imperfetto e limitato in quel paese. Gulliver inoltre propone all'imperatore la produzione di polvere da sparo e di armi d'assedio per migliorare l'efficacia dell'esercito; la proposta viene rifiutata senza pensarci due volte, in quanto disumana.
Durante un'escursione al mare la scatola da viaggio con dentro Gulliver viene ghermita da un'aquila gigante e quindi abbandonata in acqua. Viene salvato da una nave di passaggio che lo libera e lo riporta in Inghilterra.

### Parte III - Laputa, Balnibarbi, Glubbdubdrib, Luggnagg e il Giappone

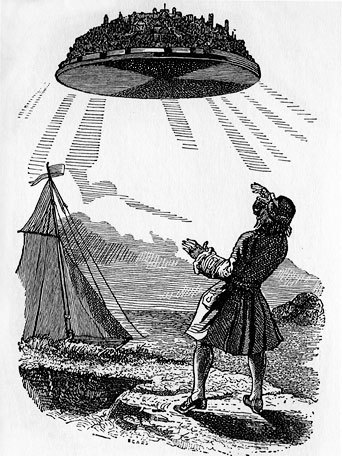
Gulliver scopre l'isola volante di Laputa.

Tornato in Inghilterra, Gulliver decide di partire con la nave di un suo vecchio amico comandante, la Hopewell, diretta verso le Indie Orientali. La nave viene attaccata da pirati olandesi che abbandonano il protagonista su un'isola rocciosa vicina all'India. Gulliver viene salvato da una città volante: Laputa. I suoi abitanti si dedicano esclusivamente alla musica e alla matematica, ma sono incapaci di applicare queste discipline a fini pratici.
Gulliver viene portato a Balnibarbi, il regno dominato dalla città di Laputa. In questa terra vede il mondo portato alla rovina dalla scienza che non si preoccupa di badare ai risvolti pratici: si tratta di un'allegoria della burocrazia e della Royal Society. A Lagado osserva lo spreco di risorse impiegate per inseguire scoperte inutili come l'estrazione dei raggi del sole dai cetrioli, l'ammorbidimento del marmo per farne cuscini, la miscela di vernici in base all'odore e l'indagine di cospirazioni politiche tramite l'analisi delle feci dei sospettati.
Successivamente Gulliver si reca a Glubbdubdrib, un'isola a sud-ovest di Balnibarbi. Qui incontra un mago e discute di storia con i fantasmi dei personaggi storici più famosi, come Giulio Cesare, Bruto, Omero, Aristotele, René Descartes e Pierre Gassendi.
Sull'isola di Luggnagg incontra gli struldbrug, che hanno il dono dell'immortalità ma non quello dell'eterna giovinezza. Essi quindi non possono morire, ma continuano a invecchiare sebbene la legge li consideri come deceduti una volta raggiunti gli ottant'anni. L'immortalità viene qui descritta come una condanna, invece che come una fortuna.
Da qui, in compagnia di un commerciante olandese, andrà in Giappone e nuovamente in Inghilterra

### Parte IV - La terra degli Houyhnhnm

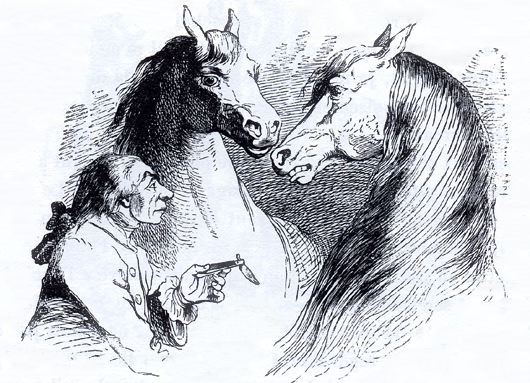
Gulliver in animata discussione con gli Houyhnhnms.

Gulliver si imbarca come capitano di un mercantile, ma l'equipaggio si ribella e decide di darsi alla pirateria. Dopo un periodo di detenzione, il medico viene abbandonato sulla costa della terra dei cavalli razionali, gli houyhnhnm: essi appaiono come cavalli ma sono dotati di parola e di intelligenza sopraffini. Le loro terre sono ben curate, ma in esse vivono degli esseri brutali che camminano su due gambe al posto di quattro: gli yahoos, uguali nell'aspetto fisico agli esseri umani, anche se abbrutiti e degenerati, in particolare nei movimenti (il modo di Gulliver di camminare sempre e solo sulle zampe posteriori viene considerato dal suo padrone houyhnhnm una pericolosa affezione). Sono così disprezzati che gli houyhnhnm aggiungono il termine yahoo alla fine delle altre parole quando vogliono dare loro un'accezione negativa. Dopo aver osservato gli yahoo, Gulliver inizia a provare vergogna verso la sua razza e capisce l'immensa superiorità degli houyhnhnm. Desidera vivere con loro per apprendere ciò che conoscono, ma il Concilio Supremo lo rifiuta affermando che la brutalità yahoo potrebbe prima o poi uscire allo scoperto e diventare un pericolo grave per i cavalli.
Gulliver, esiliato anche da queste terre, costruisce una zattera per poter tornare in Inghilterra. Una volta giunto a casa, seppur felice di rivedere sua moglie e i suoi figli, non riesce a sopportare l'odore della razza umana. Impiegherà degli anni per permettere a sua moglie di mangiare nella stessa stanza, ma sarà comunque vietato ai suoi familiari prenderlo per mano. Apprezzerà molto la compagnia dello stalliere e lo stare nella sua stalla, per percepire nuovamente la vicinanza degli houyhnhnm.

## Traduzioni italiane
- Jonathan Swift, Viaggj del capitano Lemuel Gulliver in diversi paesi lontani, traduzione di F. Zannino Marsecco, 2 volumi, Venezia, Giuseppe Corona, 1729, SBN UMCE021604.
- I viaggi di Gulliver a Lilliput, Brobdingnag e nel paese degli Houyhnhm, tradotti dall'inglese e abbreviati ad uso dei fanciulli, Milano, f.lli Treves, 1876.
- I viaggi di Gulliver, Milano, Sonzogno, 1883 (Collana «Biblioteca universale», 68).
- Viaggi di Gulliver, Firenze, A. Salani, 1894.
- Viaggi di Gulliver in alcune remote regioni del mondo (Lilliput e Brobdingnac), presentati al pubblico italiano da Luigi De Marchi, Milano, U. Hoepli, 1898.
- I viaggi di Gulliver al paese dei nani ed al paese dei giganti, Nuova traduzione italiana dall'inglese, Napoli, Lubrano e Ferrara, 1912 (Collana «Il romanzo per tutti», 37).
- I viaggi di Gulliver al paese dei giganti e dei nani e nell'isola natante, Riduzione di Lucia Petrali Castaldi.
- I viaggi di Gulliver, prima versione integrale italiana a cura di Aldo Valori, Genova, Formiggini, 1913. - Poligrafici Editoriale, 2002; Selino's, 2013; Joybook, 2014; Nord-Sud, 2014; Milano, Gribaudo-Feltrinelli, 2018, ISBN 978-88-580-2170-5.
- I viaggi di Gulliver, traduzione di Carlo Formichi, Milano, A. Mondadori, 1933-2019.
- I viaggi di Gulliver. Romanzo, narrato da Guido Edoardo Mottini, illustrato da Filiberto Mateldi, Collana La scala d'oro, Torino, UTET, 1934.
- I viaggi di Gulliver, traduzione di Lidia Storoni Mazzolani, Torino, Einaudi, 1945.
- I viaggi di Gulliver, traduzione di Ugo Dèttore, illustrazioni di Grandville, Milano, Bianchi Giovini, 1945. - Milano, BUR, 1952-1975-1995-2000; Carteduca, 2012; Introduzione di Fabio Giovannini, Roma, Newton Compton, 2015.
- I viaggi di Gulliver, traduzione di Sandra Vagaggini, illustrazioni di Piero Bernardini, tavole fuori testo di Piero Bernardini, Milano, A. Corticelli, 1950. - poi Ugo Mursia Editore.
- I viaggi di Gulliver, introduzione e traduzione di Attilio Brilli, Collana I Grandi Libri, Milano, Garzanti, 1975, ISBN 978-88-11-36104-6.
- I viaggi di Gulliver, traduzione e cura di Gianni Celati, Collana UEF.I Classici, Milano, Feltrinelli, 1997, ISBN 978-88-078-2139-4. - Milano, SE, 2012, ISBN 978-88-771-0940-8.
- I viaggi di Gulliver, traduzione di Giuliana Berlinguer, Firenze, Giunti, 1998.
- I viaggi di Gulliver, traduzione di Vincenzo Gueglio, Collana I classici classici, Milano, Frassinelli, 1999, ISBN 978-88-7684-577-2. - Marcovalerio, 2017; Gammarò Edizioni, 2019, ISBN 978-88-994-1536-5.
- I viaggi di Gulliver, traduzione di Laura Cangemi, Piemme, 2012-2020, ISBN 978-88-566-7491-0.
- I viaggi di Gulliver, traduzione di Fabio Pedone, Postfazione di Enrico Terrinoni, Collana Oscar classici. Serie cult, Milano, Mondadori, 2020, ISBN 978-88-047-3011-8.

## Opere derivate

### Filmografia
- Gullivers Reisen, film muto del 1924 sceneggiato e diretto da Géza von Cziffra.
- Topolino nel paese dei nani (Gulliver Mickey) di Burt Gillett (1934), cortometraggio animato della serie Mickey Mouse prodotto da Walt Disney.
- Il nuovo Gulliver (in russo Новый Гулливер?, Novyj Gulliver) di Aleksandr Ptuško (1935), film russo a tecnica mista.
- I viaggi di Gulliver (Gulliver's Travels) di Max Fleischer (1939), film d'animazione candidato a due premi Oscar.
- I viaggi di Gulliver (The Three Worlds of Gulliver) di Jack Sher (1960). Libero adattamento con Kerwin Mathews e gli effetti speciali a passo uno di Ray Harryhausen.
- Případ pro začínajícího kata ("Un caso per un boia debuttante"), di Pavel Juráček (1970), del filone della Nová vlna, surreale adattamento satirico che rappresentava indirettamente la Cecoslovacchia comunista, accantonato poco dopo la sua uscita.[3]
- Gulliver nel paese di Lilliput (Gulliver's Travels) di Peter Hunt (1977), con Richard Harris, film a tecnica mista
- I fantastici viaggi di Gulliver (Gulliver's Travels), di Rob Letterman (2010), con Jack Black.[4] (non ufficiale)

#### Televisione
- I viaggi di Gulliver, commedia musicale televisiva a puntate per la regia di Carla Ragionieri (1968-1969) interpretata da Arturo Corso; musiche di Fabrizio De André e Gian Piero Reverberi pubblicate in un album omonimo, sigla cantata da Laura Olivari
- Le avventure di Gulliver, serie animata prodotto nel 1968 da Hanna-Barbera
- Gulliver a törpék országában di András Rajnai (1974), adattamento per la televisione ungherese (MTV) del viaggio di Gulliver a Brobdingnag.
- Gulliver's Travels (1979), film animato per la televisione prodotto in Australia.
- Gulliver az óriások országában di András Rajnai (1980), secondo adattamento per la televisione ungherese (MTV), narra il viaggio a Lilliput.
- Gulliver in Lilliput (1981), film tv per BBC Classics Television, con Andrew Burt ed Elisabeth Sladen.
- I viaggi di Gulliver, serie animata del 1992-1993 prodotta da Saban Entertainment (26 episodi).
- I viaggi di Gulliver, miniserie televisiva del 1996 in due parti, con Ted Danson e Mary Steenburgen
- Crayola Kids Adventures: Tales of Gulliver's Travels (1997), film direct-to-video con Adam Wylie.[5]

### Musica
- Gulliver è una canzone del cantautore Francesco Guccini, contenuta nell'album "Guccini" del 1983, scritta assieme a Gianpiero Alloisio.
- I viaggi di Gulliver, suite in cinque movimenti per due violini del 1728 di Georg Philipp Telemann; ritrae i Lillipuziani e i Brobdingnagiani in maniera particolarmente vivida attraverso i ritmi e i tempi. Il brano è parte di Der getreue Musik-meister di Telemann.
- Gulliver, brano musicale di Angelo Branduardi su testi di Luisa Zappa, dall'album Gulliver, la luna e altri disegni del 1980
- Travels into Several Remote Nations of the Mind, concept album del 2010 della band ambient Soufferance, basata sul libro. L'album contiene un brano singolo di 65 minuti, dal titolo The Thoughts and Memoirs of Mike Lachaire, First a Strange Individual, and then a Philosopher, riferito al titolo completo del romanzo originale.[6]

### Altro
- I viaggi di Gulliver, spettacolo teatrale del 1997 di Paolo Poli (distribuito in VHS)
- I viaggi di Papergulliver, storia a fumetti che rientra nelle Parodie Disney con protagonista Paperino nei panni di Gulliver che visita il paese di Lilliput e quello dei giganti, scritta da Osvaldo Pavese, disegnata da Guido Scala e pubblicata sui numeri 1491 e 1492 del settimanale Topolino rispettivamente del 24 giugno e 1 luglio 1984.[7]